# Jilotlán de los Dolores
Jilotlán de los Dolores est un bourg et une municipalité du sud de l'État de Jalisco au Mexique. La municipalité a 9 917 habitants en 2015.

## Origine du nom
Xilotlán est un nom de lieu nahuatl dérivé du mot xílotl signifiant épi de maïs immature ou encore de Xiloléote qui est la divinité protectrice de l'inflorescence du maïs. En espagnol, la ville s'appelle longtemps Xilotlán ou Jilotlán, anciennement aussi San Miguel de Jilotlán. Le nom actuel Jilotlán de los Dolores date de 1832, moment où le chef-lieu est transféré au lieu-dit Dolores.

## Situation et climat
Jilotlán de los Dolores est située à 717 m d'altitude, à une centaine de kilomètres au sud-est de Ciudad Guzmán et à environ 230 km au sud de Guadalajara.
| Tamazula de Gordiano | Santa María del Oro              | Los Reyes (es) (État de Michoacán) |
| Tecalitlán           | Jilotlán de los Dolores          | Buenavista (État de Michoacán)     |
|                      | Tepalcatepec (État de Michoacán) |                                    |

La municipalité appartient aux bassins versants du río Huijullo et du río Tepalcatepec (en). Son territoire ne présente pas de relief marqué. Les terres sont utilisées majoritairement pour l'élevage et à un moindre degré pour les cultures. On y trouve aussi 70 000 ha de forêts à dominante de chêne et de pin. Le bois est exploité pour la fabrication de caisses et d'emballages.
La température moyenne annuelle est de 27 °C. Les vents dominants viennent de l'est. Les précipitations annuelles moyennes font 790 mm. Il pleut principalement de juin à octobre et il ne gèle pratiquement jamais.

## Histoire
Xilotlán était à l'époque préhispanique un caciquat dépendant de Tamazula de Gordiano. Xilotlán regroupait alors 22 villes amérindiennes.
En 1523, Francisco Cortés de San Buenaventura conquiert la région. Quelques années plus tard, en 1532, Hernán Cortés fonde la ville de Jilotlán entourée d'un vaste territoire. Tout ce territoire est rattaché à la province de Michoacán. Le premier maire est l'ancien cacique Xicoténcatl qui s'appelle désormais Juan Miguel Fernández.
Ce n'est qu'à la fin du XVIIIe siècle, en 1795, que Jilotlán quitte le Michoacán pour être annexé à la Nouvelle-Galice. Dans les années 1820, la guerre d'indépendance du Mexique et le massacre de la population par les insurgés dépeuplent la ville qui est abandonnée. La population se réinstalle au lieu-dit Dolores. La paroisse et le commissariat de police sont transférés en 1832 au nouvel emplacement qui prend le nom de Jilotlán de los Dolores.
La municipalité est créée en 1849. Elle est rattachée après 1870 au département de Tamazula de Gordiano dans le neuvième canton de Ciudad Guzmán.
L'élevage prospère au début du XXe siècle. Les riches haciendas de la région possèdent au début de la révolution mexicaine plus de 10 000 têtes de bétail.

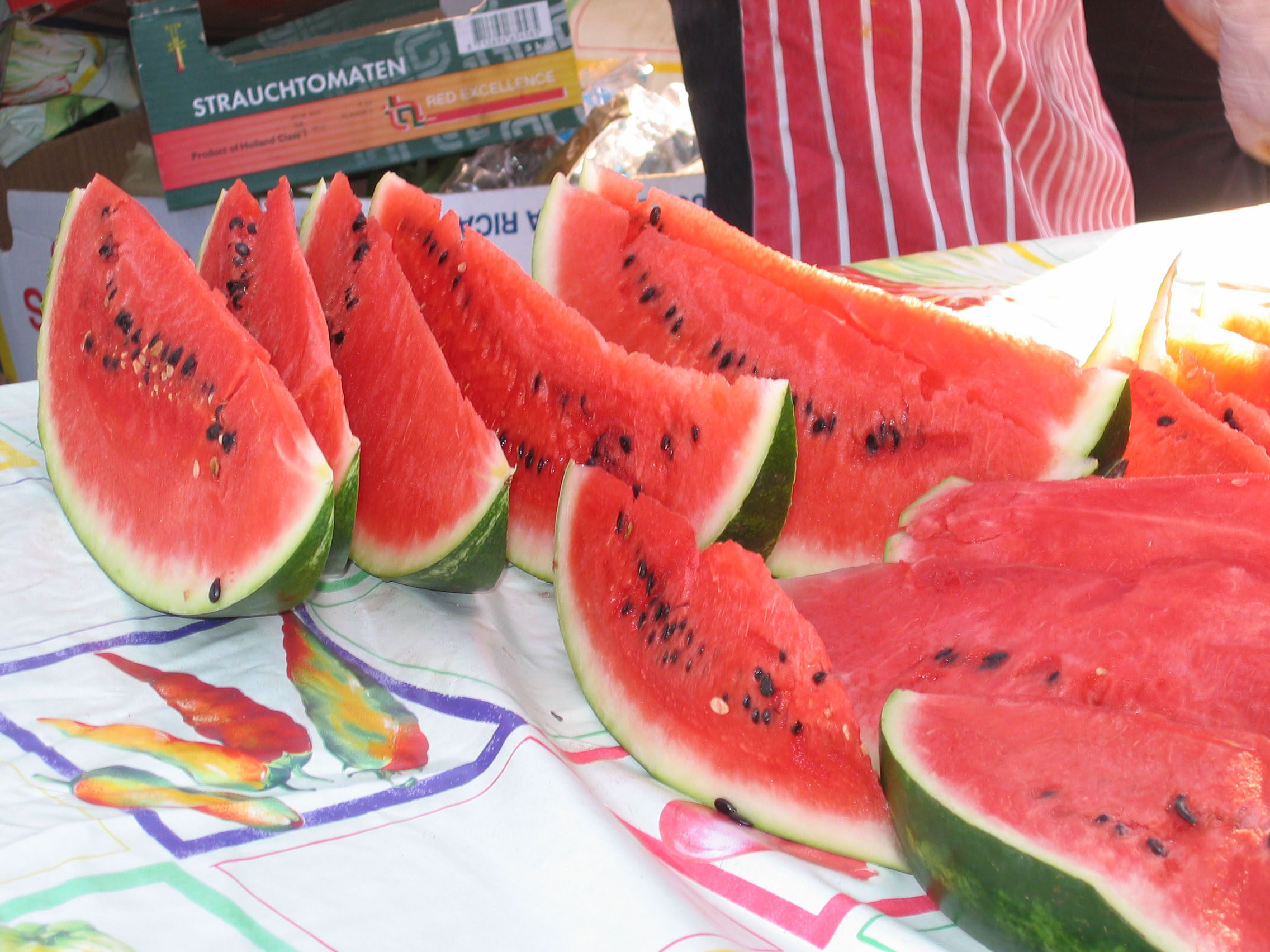
La pastèque est cultivée dans la commune.

## Démographie
En 2010, la municipalité compte 9 545 habitants pour une superficie de 1 511,78 km2. Toute la population est rurale. Parmi les 169 localités habitées, la plus importante est le chef-lieu Jilotlán de los Dolores (1 519 habitants en 2010) suivi par Tazumbos, Los Olivos et Las Lomas avec respectivement 1 201, 1 054 et 857 habitants.
Au recensement de 2015, la population de la municipalité passe à 9 917 habitants.

## Points d'intérêt
L'église du XVIe siècle, aujourd'hui en ruines, se trouve à Pueblo Viejo sur la route de Tepalcatepec.
Les plus belles forêts se trouvent autour de Huanala de Colorados, Sogatal et El Javato.